# Nerw kulszowy

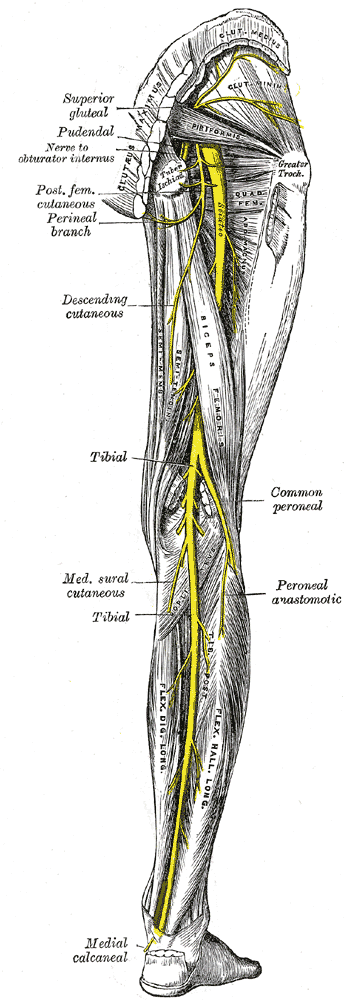
Nerwy kończyny dolnej. Zaznaczony nerw kulszowy

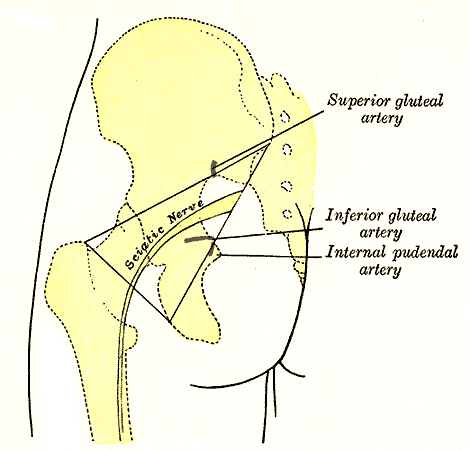
Nerw kulszowy w miednicy

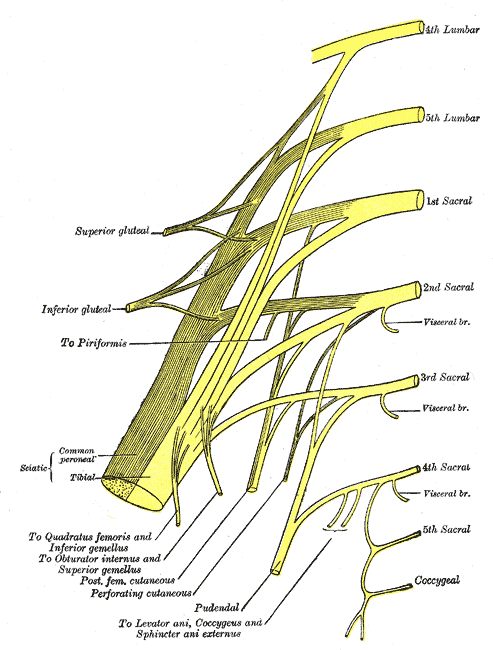
Odejście od splotu. Nerw kulszowy jest największym nerwem

Nerw kulszowy (łac. nervus ischiadicus) – w anatomii człowieka nerw mieszany będący końcową gałęzią splotu krzyżowego zaopatrujący ruchowo tylną grupę mięśni uda oraz ruchowo i czuciowo całe podudzie i stopę. Stanowi grube na pół centymetra pasmo, szerokości około 1,5 cm, odchodzące od wszystkich nerwów, które tworzą splot krzyżowy.

## Przebieg
Nerw powstaje w miednicy mniejszej pomiędzy tylnym brzegiem mięśnia zasłaniacza wewnętrznego, kolcem kulszowym, więzadłem krzyżowo-kolcowym od przodu a dolnym brzegiem mięśnia gruszkowatego od tyłu. Wychodzi z okolicy kulszowej splotu krzyżowego. Miednicę mniejszą opuszcza przez otwór podgruszkowaty, rzadziej przez dolny brzeg mięśnia gruszkowatego, i układa się na powierzchni tylnej mięśni krótkich, odpowiadających za obracanie uda, w połowie odległości między guzem kulszowym i krętarzem większym. Następnie w odcinku pośladkowym nerw leży do tyłu w stosunku do stawu biodrowego na mięśniach bliźniaczych, mięśniu zasłaniaczu wewnętrznym i mięśniu czworobocznym uda będąc pokrytym przez mięsień pośladkowy wielki.
W odcinku udowym nerw biegnie w obrębie tkanki tłuszczowej na tylnej powierzchni mięśnia przywodziciela wielkiego pokryty przez mięśnie zginacze uda, a na krótkim 1–2 cm odcinku jest przykryty jedynie przez powięź szeroką. Następnie na wysokości kąta górnego dołu podkolanowego tworzonego przez mięsień półbłoniasty i półścięgnisty oraz przez mięsień dwugłowy uda nerw kulszowy ulega podziałowi na nerw piszczelowy i nerw strzałkowy wspólny. Podział nerwu kulszowego może odbywać się powyżej dołu podkolanowego na różnej wysokości, nierzadko obie gałęzie końcowe odchodzą oddzielnie już od splotu krzyżowego i wówczas nerw strzałkowy może przebijać mięsień gruszkowaty, podczas gdy nerw piszczelowy przechodzi przez otwór podgruszkowaty, a gałęzie zaopatrujące udo odchodzą od nerwu kulszowego lub bezpośrednio ze splotu krzyżowego lub nerwu pośladkowego dolnego.

## Gałęzie
Nerw kulszowy oddaje następujące gałęzie:
- ze składnika piszczelowego:
  - gałęzie mięśniowe
    - do połowy bliższej mięśnia półścięgnistego,
    - do mięśnia półbłoniastego i części przywodziciela większego,
    - do połowy dalszej mięśnia półścięgnistego oraz głowy długiej mięśnia dwugłowego uda,

  - gałęzie stawowe – do tylno-przyśrodkowej części stawu kolanowego,
- ze składnika strzałkowego:
  - gałąź mięśniową – do głowy krótkiej mięśnia dwugłowego uda,
  - gałąź stawową – do części tylno-pobocznej stawu kolanowego.

## Porażenie
Porażenie pnia nerwu kulszowego prowadzi do bardzo ciężkich następstw. Chodzenie jest bardzo utrudnione; znacznie upośledzone jest zginanie w stawie kolanowym oraz obrót na zewnątrz w stawie biodrowym, a całkowicie zniesione są wszystkie ruchy stopy. Podczas chodzenia chory wyrzuca do przodu wyprostowaną w stawie kolanowym kończynę jak szczudło, przy czym opuszczona stopa chwieje się w stawach skokowych oraz suwa na podłożu.